# Тириброво
Тириброво — деревня в Александровском муниципальном районе Владимирской области России, входит в состав Краснопламенского сельского поселения.

## География
Расположена в 31 км на северо-восток от города Александрова на старом участке федеральной автомобильной дороги М8 «Холмогоры».

## История
В конце XIX — начале XX века деревня являлась центром Тирибровской волости Александровского уезда. В 1859 году в деревне числилось 32 дворов, в 1905 году — 39 дворов, в 1926 году — 76 дворов.
С 1929 года деревня являлась центром Тирибровского сельсовета Александровского района, с 1941 года — в составе Струнинского района, с 1965 года — в составе Александровского района, с 1976 года — в составе Искровского сельсовета, с 2005 года — в составе Краснопламенского сельского поселения.

## Население
| 1859 | 1905 | 1926 | 2002 | 2010 | 2021 |
| ---- | ---- | ---- | ---- | ---- | ---- |
| 195  | ↗227 | ↗357 | ↘113 | ↘110 | ↗112 |